# Вакаяма, Бокусуй
Бокусуй Вакаяма (яп. 若山 牧水; 24 августа 1885 года, Тоугоу (сейчас Хюга), Миядзаки — 17 сентября 1928 года, Нумадзу, Сидзуока) — японский поэт, один из ведущих танка-поэтов рубежа XIX—XX веков в Японии[страница не указана 2931 день].
Настоящее имя — Вакаяма Сигэру (яп. 若山 繁).

## Биография
Родился 24 августа 1885 года в деревне Тоугоу префектуры Миядзаки, старший сын Вакаямы Татэдзо (若山立蔵).
Сочинять танка начал ещё в школьные годы, тогда же его стихи начали публиковаться в токийском журнале «Синсэй» («Новые голоса»).
В 1904 году поступил в Университет Васэда в Токио. Во время учёбы подружился c поэтами Китахарой Хакусю и Токи Аикой. Учителем танка Бокусуя был Оноэ Сайсю.
В 1908 году опубликован первый сборник стихотворений Бокусуя «Голос моря» (яп. 海の声). За творческую карьеру всего написал пятнадцать сборников танка. На содержание многих стихотворений значительное влияние оказали поездки Бокусуя по Японии.
До конца жизни общий настрой поэта был сосредоточен на тематике вина, любви и странствий, что, по словам япониста А. А. Долина, можно трактовать как новое прочтение старой дзэнской концепции жизни, влекомой ветром и потоком.
В результате цирроза печени и острого гастрита умер 17 сентября 1928 года в своём доме в городе Нумадзу префектуры Сидзуока.

## Память

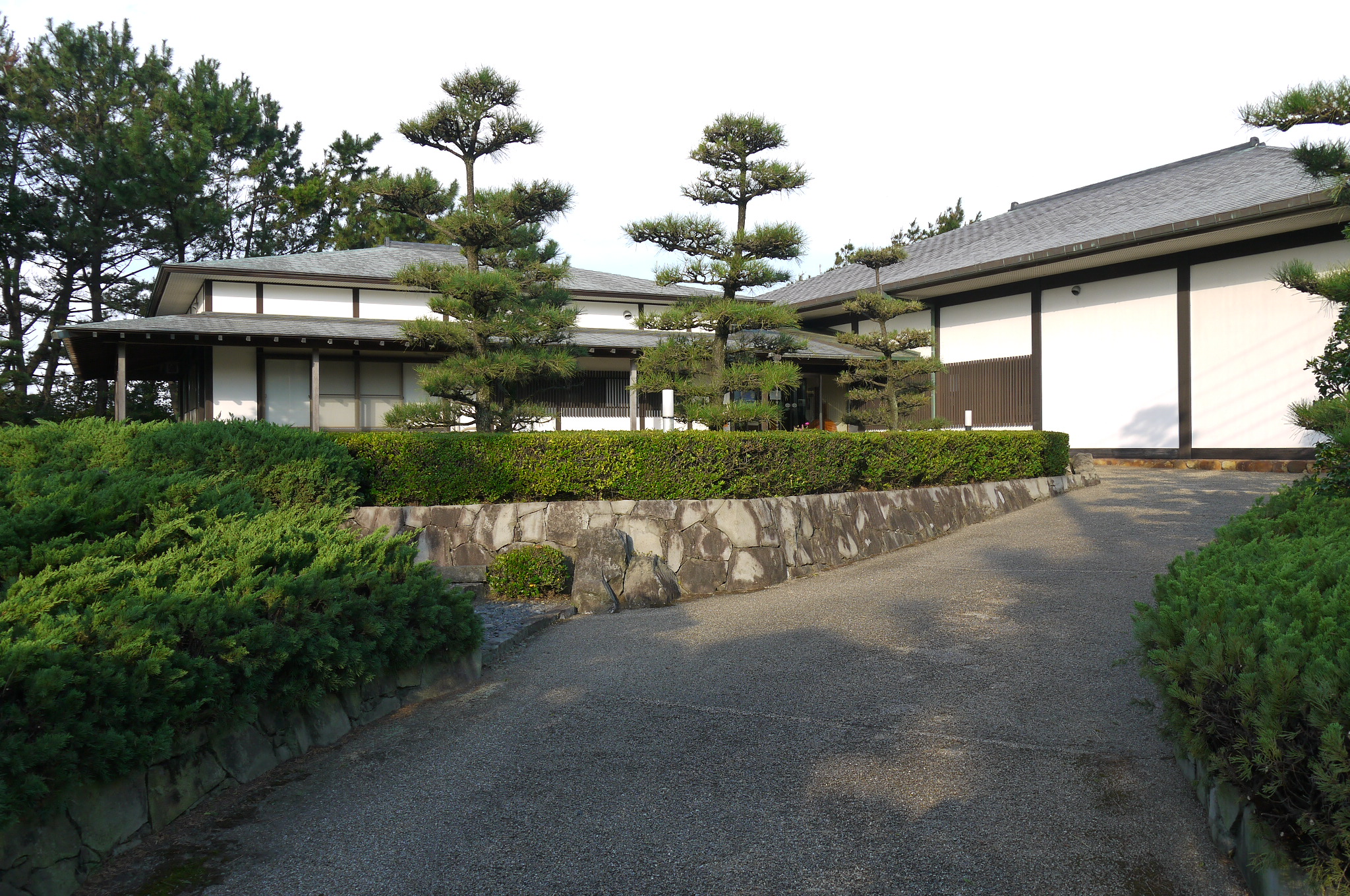
Мемориальный зал Вакаямы Бокусуя в Нумадзу

- Мемориальный музей литературы Вакаямы Бокусуя (яп. 若山牧水記念文学館) в городе Хюга (префектура Миядзаки)[1].
- В префектуре Миядзаки вручается ежегодная премия имени Вакаямы Бокусуя для танка-поэтов[5].
- В Центральном парке культуры префектуры Миядзаки установлен памятник Вакаяме Бокусую.
- Мемориальный зал Вакаямы Бокусуя (яп. 若山牧水記念館) в городе Нумадзу (префектура Сидзуока).
- Именем поэта назван астероид (8367) Бокусуй[6].